# Митюшин, Николай Трофимович
Николай Трофимович Митюшин (1877—1950) — российский и советский железнодорожник, учёный, доктор технических наук, профессор, заслуженный деятель науки и техники РСФСР (1947).

## Биография
Родился 18 января 1877 года (указывается также 17 января) в Москве.
Окончил в 1894 году московскую классическую гимназию и в следующем году поступил на физико-математический факультет Московского университета, откуда в 1896 году перешёл в Петербургский институт инженеров путей сообщения.
В 1902 году окончил институт и получил назначение на строительство Московской окружной железной дороги. Спроектировал и построил путепровод с укладкой на нем стрелочного перевода, позже написав статью «Путепровод для Московско-окружной железной дороги», которая стала его первой публикацией.
С началом русско-японской войны был мобилизован и по окончании её был назначен начальником дистанции пути Московско-Казанской железной дороги.
С 1913 году начал преподавательскую деятельность на кафедре «Железные дороги» Московского института инженеров путей сообщения (МИИПС); в 1918 году Учёный совет института путей сообщения присвоил ему звание адъюнкта. В течение двух лет он был деканом факультета, а в 1919—1920 годах — председателем правления МИИПСа. Защитил докторскую диссертацию, в 1919 году был утверждён в должности профессора.
Продолжал возглавлять кафедру «Железные дороги» и после преобразований МИИПСа в Московский институт инженеров транспорта (МИИТ) и в Московский институт инженеров железнодорожного транспорта. Одновременно с этим он заведовал кафедрами в Политехническом институте в Москве и в Иваново-Вознесенском политехническом институте, читал лекции на Высших академических курсах и в железнодорожном техникуме. Вместе с профессором В. Н. Образцовым он был одним из организаторов рабочих факультетов на железнодорожном транспорте.
Был автором большого количества учебников и научных работ в области устойчивости поездов во время движения и прочности железнодорожного полотна. Во многих своих работах, в частности в статье «Железнодорожный путь, скованный морозом», выступал за замену широко распространённого в ту пору песчаного балласта щебёночным. В течение многих лет учебники и учебные пособия по курсам железных дорог и железнодорожному пути, написанные Н. Т. Митюшиным и выдержавшие несколько изданий, были основными при изучении этих предметов в железнодорожных институтах и техникумах.
Скончался 12 января 1950 года; похоронен в колумбарии Новодевичьего кладбища.

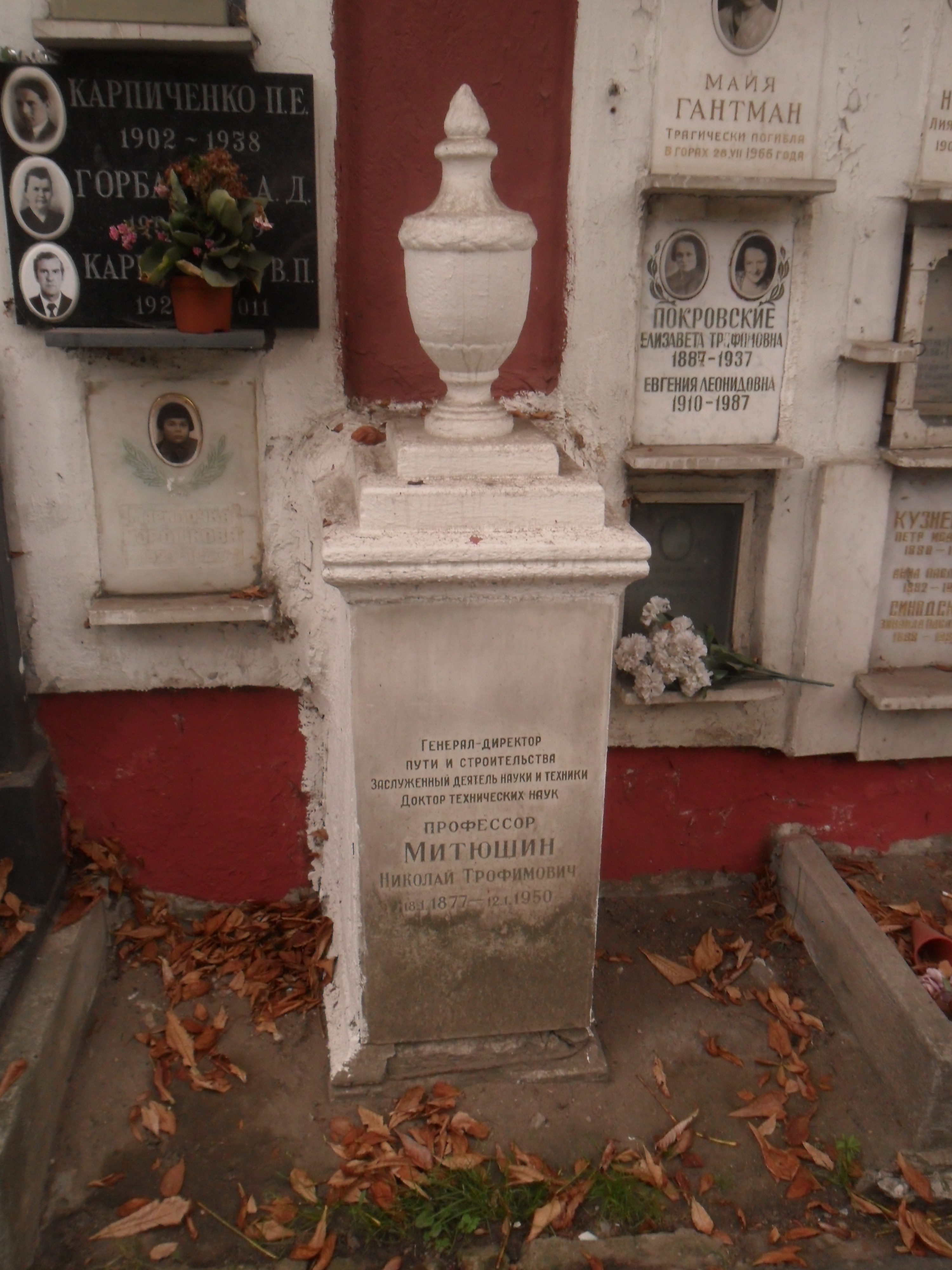
Плита колумбария Митюшина на Новодевичьем кладбище Москвы.

## Награды и звания
- орден Трудового Красного Знамени (28.12.1946; за заслуги по мобилизации внутренних ресурсов в путевом хозяйстве в годы Великой Отечественной войны)
- медали
- Заслуженный деятель науки и техники РСФСР (1947)